# NP-полная задача
NP-полная задача — в теории алгоритмов задача с ответом «да» или «нет» из класса NP, к которой можно свести любую другую задачу из этого класса за полиномиальное время (то есть при помощи операций, число которых не превышает некоторого полинома в зависимости от размера исходных данных). Таким образом, NP-полные задачи образуют в некотором смысле подмножество «типовых» задач в классе NP: если для какой-то из них будет найден «полиномиально быстрый» алгоритм решения, то и любую другую задачу из класса NP можно будет решить так же «быстро».

## Формальное определение
Алфавитом называется всякое конечное множество символов (например, {{\displaystyle {0,1}}} или {{\displaystyle {a,b,c}}}). Множество всех возможных слов (конечных строк, составленных из символов этого алфавита) над некоторым алфавитом {\displaystyle \Sigma } обозначается {\displaystyle \Sigma ^{*}}. Языком {\displaystyle L} над алфавитом {\displaystyle \Sigma } называется всякое подмножество множества {\displaystyle \Sigma ^{*}}, то есть {\displaystyle L\subset \Sigma ^{*}}.
Задачей распознавания для языка {\displaystyle L} называется определение того, принадлежит ли данное слово языку {\displaystyle L}.
Пусть {\displaystyle L_{1}} и {\displaystyle L_{2}} — два языка над алфавитом {\displaystyle \Sigma }. Язык {\displaystyle L_{1}} называется сводимым (по Карпу) к языку {\displaystyle L_{2}}, если существует функция, {\displaystyle f\colon \Sigma ^{*}\to \Sigma ^{*}}, вычислимая за полиномиальное время, обладающая следующим свойством:
- {\displaystyle x\in L_{1}} тогда и только тогда, когда {\displaystyle f(x)\in L_{2}}. Сводимость по Карпу обозначается как {\displaystyle L_{1}{\leq }_{p}L_{2}} или {\displaystyle L_{1}\varpropto L_{2}}.

Язык {\displaystyle L_{2}} называется NP-трудным, если любой язык из класса NP сводится к нему. Язык называют NP-полным, если он NP-труден, и при этом сам лежит в классе NP.
Неформально говоря, то что задача {\displaystyle A} сводится к задаче {\displaystyle B}, означает, что задача {\displaystyle A} «не сложнее» задачи {\displaystyle B} (так как, если мы можем решить {\displaystyle B}, то можем решить и {\displaystyle A}).
Таким образом, класс NP-трудных задач включает NP-полные задачи и задачи, которые «сложнее» их (то есть те задачи, к которым могут быть сведены NP-полные задачи). Класс NP включает NP-полные задачи и задачи, которые «легче» их (то есть те задачи, которые сводятся к NP-полным задачам).
Из определения следует, что, если будет найден алгоритм, решающий некоторую (любую) NP-полную задачу за полиномиальное время, то все NP-задачи окажутся в классе P, то есть будут решаться за полиномиальное время.

### NP-полнота в сильном смысле
Задача называется NP-полной в сильном смысле, если у неё существует подзадача, которая:
1. не является задачей с числовыми параметрами (то есть максимальное значение величин, встречающихся в этой задаче, ограничено сверху полиномом от длины входа)
2. является NP-полной.

Класс таких задач называется NPCS. Если гипотеза P ≠ NP верна, то для NPCS-задачи не существует псевдополиномиального алгоритма.

## Гипотеза P ≠ NP
Вопрос о совпадении классов P и NP уже более пятидесяти лет является одной из центральных открытых проблем. Научное сообщество склоняется к отрицательному ответу на этот вопрос — в этом случае решать NP-полные задачи за полиномиальное время не удастся.

## Примеры NP-полных задач
- Задача о выполнимости булевых формул
- Задача коммивояжёра
- Задача о вершинном покрытии
- Задача о покрытии множества
- Задача о независимом множестве
- Задача о клике
- Проблема Штейнера
- Проблема раскраски графа
- Пятнашки
- Судоку
- Сапёр
- Тетрис[2]
- Кубик-змейка[3]